# Микросварка проволочных выводов

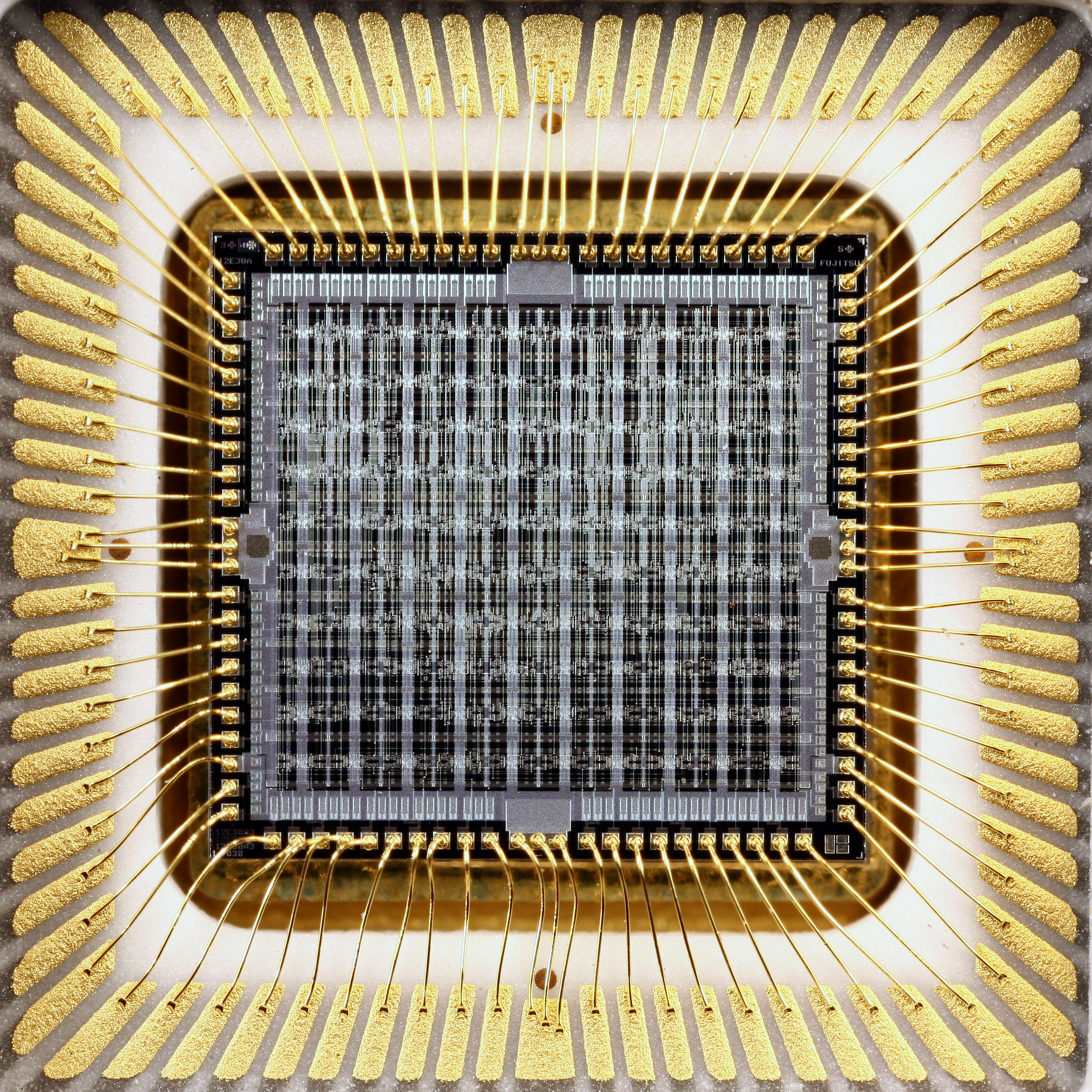
Микросварка выводов заказной БИС суперкомпьютера Amdahl 5860 (1980-е годы). Соединения золотой проволоки с контактными площадками кристалла выполнены шариком, соединения с металлизацией керамической подложки — клином

Микросварка проволочных выводов или проволочный монтаж — технологический этап производства полупроводниковых приборов, на котором контактные площадки кристалла полупроводника соединяются проволочными проводниками с внешними выводами корпуса или выводной рамки. В полупроводниковой промышленности преобладает холодная сварка поверхностей, находящихся в твёрдой фазе, без плавления металлов. Нагрев рабочей области применяется лишь для удаления примесей и при необходимости — для размягчения металла, а нагрев рабочего инструмента — для очистки и прокаливания проволоки, и для препятствования оттоку тепла от рабочей области.
В XX веке соединения внутри интегральных схем производились золотой или алюминиевой микропроволокой; в XXI веке, по мере удорожания золота, его постепенно заменила медь. В силовых полупроводниковых приборах соединение производится алюминиевой проволокой, двуслойными или плакированными лентами из цветных металлов и сплавов. По данным 2018 года, микросварка абсолютно доминировала над монтажом перевёрнутого кристалла, монтажом на ленточный носитель и иными альтернативными беспроволочными технологиями соединения. В производстве интегральных схем для автомобилестроения микросварка занимала 90 % мирового рынка.

## Материалы
В микросхемотехнике используется проволока из алюминия, золота или меди диаметром от 5 до 150 мкм. С течением времени калибры проволоки и размеры контактных площадок уменьшались, а плотность монтажа и количество выводов возрастали. Например, в 2010-е годы испытательные лаборатории Intel использовали алюминиевую проволоку диаметром 25,4 мкм и контактные площадки 53×60 мкм.Практическая плотность такого монтажа с 4-5 рядами контактных площадок достигала 20 выводов на 1 мм2 общей площади кристалла. В 2018 году Intel анонсировал новый внутренний стандарт — диаметр проволоки 17,8 мкм и размер контактных площадок 30×37 мкм.
По данным США 2010 года, основным материалом проволочного монтажа было золото, очищенное до 99,999 % (чистота 5N или «пять девяток»). Значительно реже используются сплавы 99 % золота с 1 % кадмия, палладия, церия и иных легирующих элементов. Золото хорошо проводит электрический ток, химически инертно и чрезвычайно пластично; оно позволяет формировать сварочные шарики и петли выводов нужной формы с минимальными механическими усилиями. Алюминиевая проволока не столь пластична, она не образует сварочного шарика и потому непригодна для сварки встык. В производстве интегральных схем преобладает алюминий, легированный 1 % кремния; в силовых и термически нагруженных приборах предпочтительны чистый алюминий и алюминий-магниевые сплавы.
В 2010—2020-е годы происходит постепенное замещение золотой проволоки медью. Медь в микроэлектронном производстве очищается до 99,9 % (3N) или 99,99 % (4N). Чем выше степень очистки, тем металл пластичнее, но даже лучшие образцы меди уступают в пластичности золоту. Легирование меди ухудшает пластичность, и потому не применяется. Формирование проволочных петель из меди сложнее, чем из золота, а более твёрдые медные шарики способны повреждать свариваемые давлением поверхности. Медь химически активна, оксидные плёнки на её поверхности вынуждают применять значительно бо́льшее давление при сварке. Во избежание окисления плавка медного сварочного шарика проводится в атмосфере 95 % азота и 5 % водорода.

## Способы сварки
По данным 2010 года, в производстве интегральных схем преобладали три типа сварки: термокомпрессионная, термозвуковая и ультразвуковая сварка (УЗС). Термокомпрессионные и термозвуковые установки позволяют создавать сварные соединения шариком (встык) и клином (внахлёст). Обе формы соединения применяются совместно: шарик — при сварке оплавленного торца проволоки с контактной площадкой кристалла, клин — при сварке проволоки с выводной рамкой. Ультразвуковая сварка пригодна только для соединений клином.

### Термокомпрессионная и термозвуковая сварка

Этапы соединения «шарик-клин»
(1) электродуговое формирование шарика (2) опускание капилляра с шариком (3) сварка шарика (4) подъём капилляра (5) формирование петли, опускание капилляра, сварка клина (6) отрыв проволоки от клина, подъём капилляра

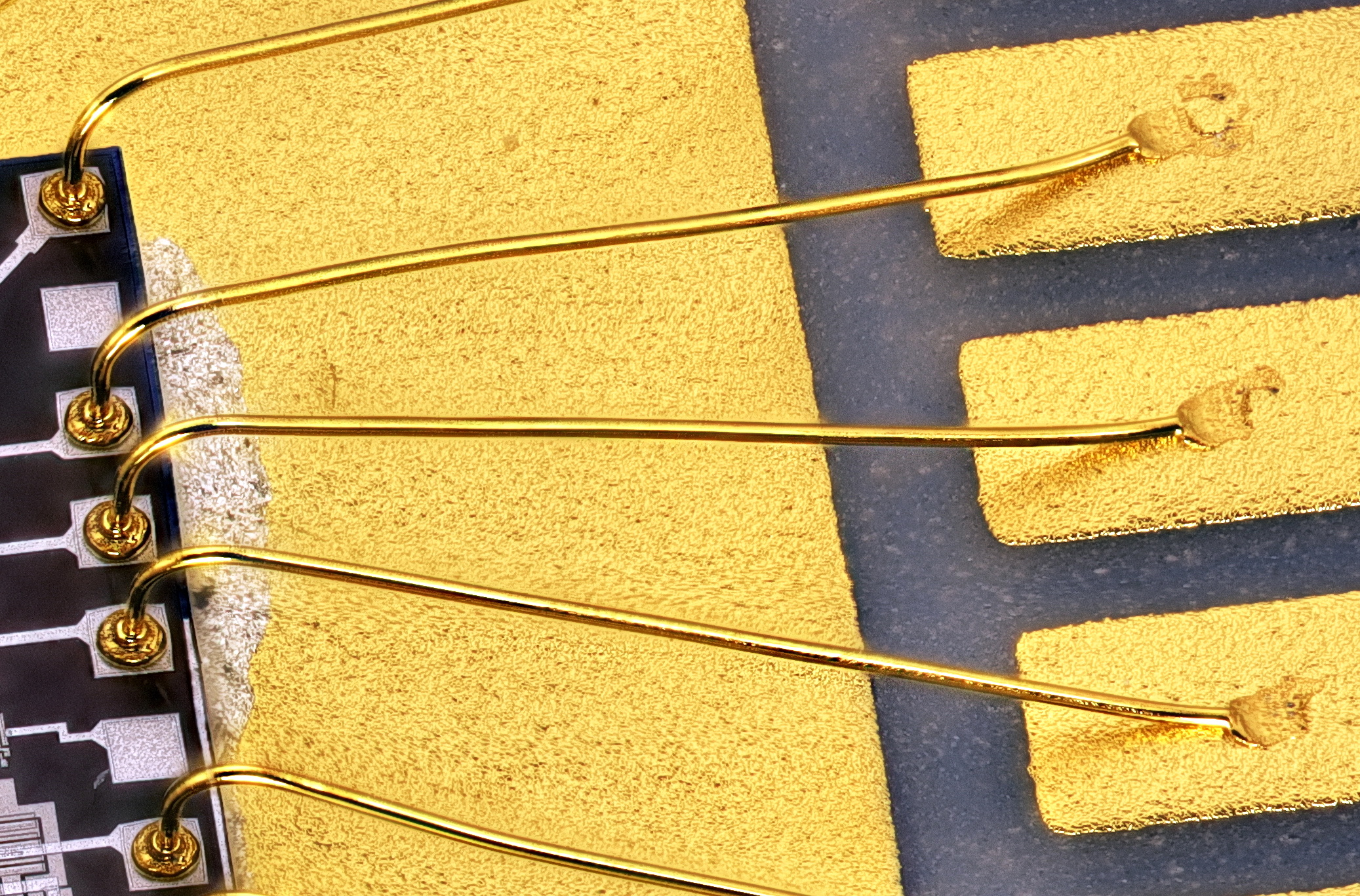
Соединения «шарик-клин»

Основой рабочего инструмента термокомпрессионной и термозвуковой сварки служит трубчатый капилляр из вольфрам-кобальтового сплава или керамики. Золотая или медная проволока подаётся вертикально через центральное отверстие, сформированное литьём, электроискровой или электрохимической прошивкой. Нижний, рабочий торец капилляра заканчивается профилированной воронкой, которая задаёт форму шарикового соединения с кристаллом.
В начале цикла сварки стартовый конец проволоки, выступающий за рабочий торец капилляра, расплавляется электрической дугой c образованием контактного шарика. Капилляр с шариком перемещается к контактной площадке кристалла и опускается на неё вертикально с усилием порядка 20…200 г. При термокомпрессионной сварке соединение образуется исключительно за счёт взаимной диффузии металлов в результате их сжатия и локального нагрева до температуры 250…350°С. При термозвуковой сварке температура рабочей зоны не превышает 150°С, но к действию нагрева добавляется энергия поперечных ультразвуковых колебаний капилляра с частотой 60 кГц и мощностью 1…2 Вт. Время сварки в обоих случаях не превышает 200 мс. Прочность сварного шва равна прочности привариваемой проволоки.
Затем рабочий инструмент поднимается вертикально вверх и перемещается горизонтально к позиции второй точки сварки (на выводной рамке или на металлизированной подложке), а потом опускается на неё, образуя проволочную петлю; излишки проволоки втягиваются обратно в капилляр. В высокоскоростных установках используется и более сложные, реверсивные траектории движения, позволяющие формировать высокие проволочные петли с наибольшими возможными радиусами кривизны и соединять поверхности в разных уровнях. Капилляр прижимает проволоку к свариваемой поверхности и производит термокомпресионную или термозвуковую сварку внахлёст. В то время, как капилляр остаётся прижатым, расположенный выше него захват вытягивает находящуюся в капилляре проволоку вверх, и она отрывается от зоны сварки. Из-за концентрации напряжений и дефектов в зоне надрыва прочность соединения внахлёст значительно уступает прочности соединения встык.

### Ультразвуковая сварка

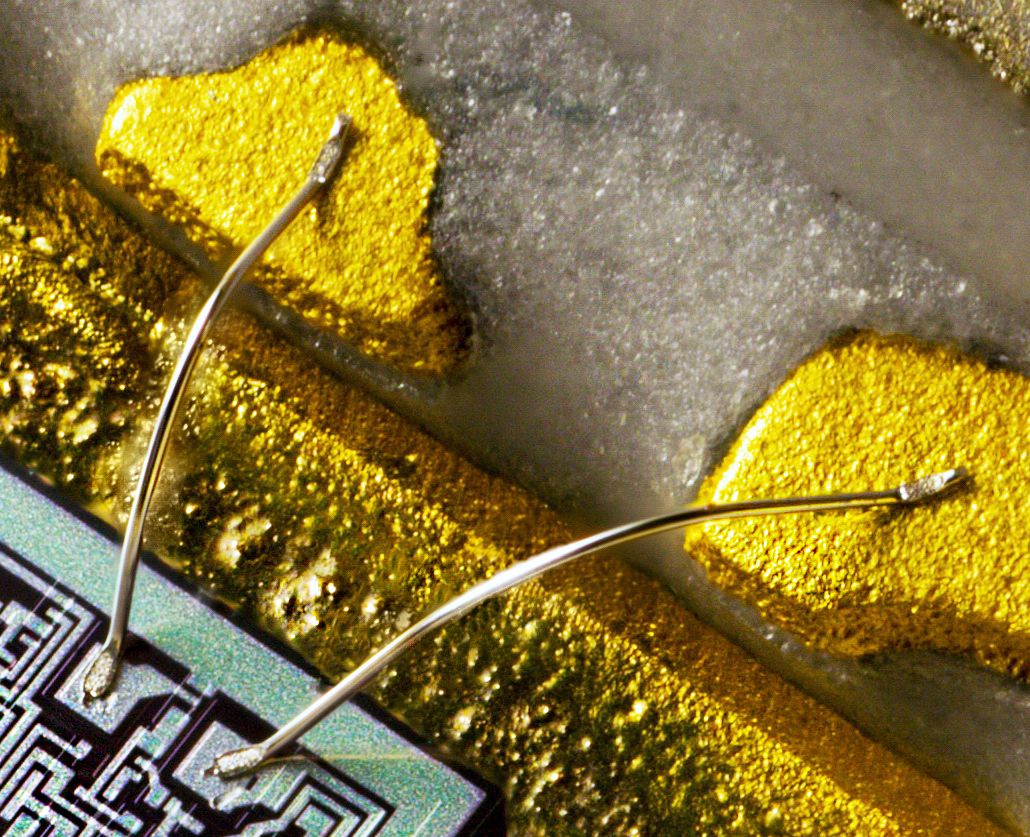
Соединения «клин-клин»

В ультразвуковой сварке внахлёст применяются клиновидные рабочие инструменты с коротким боковым каналом для подачи проволоки под углом сбоку. Диффузия свариваемых металлов достигается совместным действием ультразвуковых колебаний и силы прижима проволоки к поверхности. Колебания проволоки разрушают оксидные плёнки, очищают поверхности и формируют металлургическое соединение. Нагрев необходим лишь при использовании золотой проволоки.
Ультразвуковая сварка клином имеет ряд преимуществ перед схемой «шарик-клин». Размер контактной площадки под клин, при прочих равных условиях, меньше чем размер площадки под шарик. Возможна пошаговая, многоточечная сварка одного и того же соединения с протяжённым пятном контакта двух металлов — что необходимо, например, при монтаже сверхвысокочастотных приборов на основе арсенида галлия c особо узкими контактными площадками. Она более пригодна для работы в глубоких полостях и корпусах, так как физический размер рабочего клина может превышать наибольшую высоту капилляра термозвуковой сварки. Главное же преимущество УЗС - в возможности применять не золотую, а алюминиевую проволоку. Недостатки ультразвуковой сварки — невысокая механическая прочность соединения и его строгая направленность. Для изменения ориентации проволочных соединений необходимо либо поворачивать рабочий стол, либо применять особые поворотные головки.